# Канал Ван Гарінкса
Канал Ван Гарінксма (нід. Van Harinxmakanaal) — канал в голландській провінції Фрисландія проходить від каналу Принцеси Маргріт (на південь від Суавуде) повз Леуварден і Франекер до Гарлінгена, де впадає у Ватове море.

## Історія

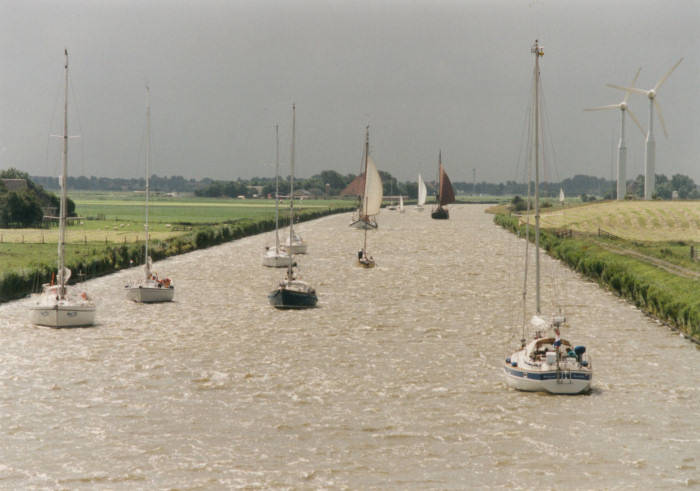
Канал Van Harinxma біля Kiesterzijl

У 1901 році провінція Гронінген підкреслила важливість хорошого сполучення з Амстердамом і через п'ять років розробила план. Значна частина маршруту проходила через Фрісландію, і провінція хотіла, щоб сполучний водний шлях від Фонеяхтбруга до Гарлінгена був зроблений одночасно, щоб отримати кращий зв'язок з морем. Близько 1920 року серйозно подумали над планом каналу для трьох північних провінцій: планом покращення водних шляхів Гронінген – Ейсселмер і Фонеяхтбруг – Гарлінген. Лише 1 квітня 1935 р. у Фрісландії було створено окрему службу для реалізації на чолі з Ір. Ф. Волкером.

## Покращення маршруту Fonejacht – Harlingen
Метою було створити ширший і глибший канал із якомога меншою кількістю перешкод. Існуючі водні шляхи на той час були використані максимально. Знадобилося багато часу, щоб вирішити, чи будуть прориті нові ділянки каналу на північ чи південь від Леувардена. Покращення південного маршруту не було оголошено до 1947 року. Зрізання різких поворотів і копання нових ділянок каналу, щоб уникнути забудованих територій у Дронрійпі, Франекері та Кістерзійлі, було відкладено аж до німецької окупації. Лише після звільнення цих територій, можна було розпочати будівництво нової ділянки каналу на північ від Харлінгена та будівництво нового шлюзового комплексу.